# Ichneumon sarcitorius
Ichneumon sarcitorius is een insect dat behoort tot de familie van de gewone sluipwespen (Ichneumonidae). De wetenschappelijke naam is gepubliceerd in 1758 door Linnaeus in de tiende editie van Systema naturae.

## Beschrijving

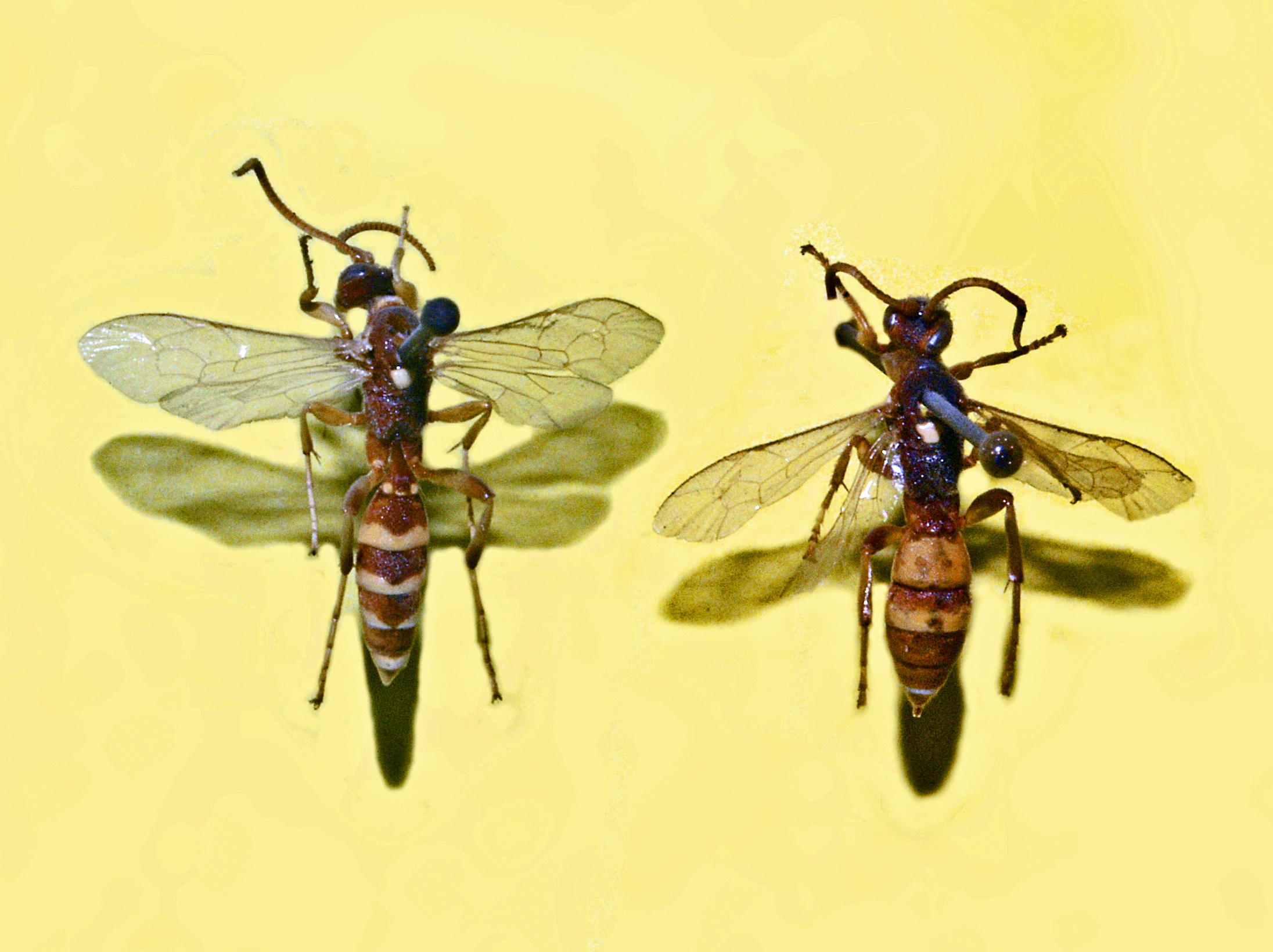
Mannetje en vrouwtje

Mannetjes kunnen een lengte bereiken van 10-15 mm en vrouwtjes worden 10-13 mm lang. Deze sluipwespen vertonen een duidelijk seksuele dimorfie. De mannetjes hebben een wespachtig uiterlijk met een zwart en geel gestreepte buik, terwijl de vrouwtjes een zwart achterlijf hebben met twee oranje banden en een witte punt.
Volwassenen zijn te vinden van juli tot oktober. Larven voeden zich met rupsen uit de families Erebidae , Noctuidae, Arctiidae en Notodontidae, terwijl volwassenen zich voornamelijk voeden met nectar van schermbloemigen als Heracleum sphondylium.

## Verspreiding
De soort komt in het grootste deel van Europa voor, in het Nabije Oosten, in het oriëntaals gebied, en in Noord-Afrika.